# 雅科夫·卡茨
雅科夫·卡茨（希伯來語：‎，1979年8月14日—）是一位美国出生的以色列记者，毕业于巴伊兰大学与哈佛大学，《耶路撒冷邮报》主编，也为《简氏防务周刊》与《今日美國》撰稿，主要作品有《以色列与伊朗：影子战争》（Israel vs. Iran: The Shadow War，与约阿兹·亨德尔合著）、《独霸中东：以色列的军事强国密码》（The Weapon Wizards: How Israel Became a High-Tech Military Superpower，与阿米尔·鲍伯特合著）等。